# ЕД6
ЕД6 (рос. Электропо́езд ЭД6) — дослідний електропоїзд постійного струму який випускався на Деміховському машинобудівному заводі для залізниць Росії. Електропоїзд призначений для перевезення пасажирів у приміському та місцевому сполученнях на електрифікованих лініях, шириною колії 1520 мм з напругою в контактній мережі 3000В постійного струму.

## Історія
Розробку електропоїзда розпочали в 1997 р. у відповідності до завдань Федеральної цільової Програми «Розробка і виробництво пасажирського рухомого складу нового покоління на підприємствах Росії (1996–2005 рр.)»
15 травня 2001 на експериментальне кільце в Щербинці прибув дослідний зразок приміського електропоїзда постійного струму ЕД6-0001 Для налагодження і випробувань. Деміховський машинобудівний завод побудував шестивагонний електропоїзд, який складався з двох головних, двох моторних і двох причіпних вагонів.
Виготовлення найбільш складного і відповідального вузла — тягового перетворювача було доручено японській фірмі Hitachi.
У вересні 2002 року на час проведення виставки в Щербинці електропоїзд був доповнений причіпним вагоном ЕД6-000107.
Після виставки вагон до складу електропоїзда не включали, його відправили назад на завод.
У березні 2003 року електропоїзд проходив експлуатаційний пробіг без пасажирів в депо Свердловськ-Пасажирський Свердловської залізниці.
У липні 2003 року був відправлений назад на завод.
Навесні-влітку 2004 року був знову відправлений на експериментальне кільце ВНДІЗТа.
Весною 2008 року електропоїзд проходив експлуатаційний пробіг без пасажирів в депо Перерва Московської залізниці.
6 жовтня 2010 електропоїзд був відправлений на ст. Омськ-Пасажирський Західно-Сибірської залізниці для подальшого переміщення на полігон.

## Конструкція
Кузови вагонів долідного електропоїзда виконані за кресленнями ЕД4М, матеріал обшиви — нержавіюча сталь. Основним недоліком серійних електропоїздів після 20-25 років експлуатації є корозія кузовів. Передбачається, що застосовані матеріали дозволять збільшити термін експлуатації з 28 до 40 років.
Спеціально для нового електропоїзда сконструйовані нові моторні візки. Розробник проекту — ПКБВ Магістраль. Застосовано тяговий привід 3 класу першого роду з порожнистим валом і опорно-рамним кріпленням тягового двигуна і редуктора. Діаметр бандажів обмоторенних колісних пар дорівнює діаметру немоторних осей — 950 мм. Редуктор — двоступінчастий зі зварним корпусом. Система підвішування — Флексікоіл.
Конструкція моторного візка розрахована на експлуатацію з максимальною швидкістю 160 км/год. Планується, що такий візок стане базовим для електропоїздів місцевого сполучення, зміни торкнуться тільки передавального числа редуктора. На його основі найближчим часом буде сконструйований візок для причіпних вагонів.
Асинхронний тяговий двигун моделі ДТА 400-6 УХЛ2 з ізоляцією класу H і C, остовом звареної конструкції, номінальна потужність — 400 кВт. Короткочасна перевантажувальна здатність 460 кВт (1 хв). Лінійна напруга 2200 В. Не дивлячись на високу потужність маса двигуна складає всього 998 кг, більш ніж у два рази менше маси серійних колекторних тягових двигунів. Охолодження двигуна — самовентиляція з забором повітря з підвіконного простору кузова.
Двигун оснащений датчиком числа обертів, трьома термодатчиками фазних обмоток і двома термодатчиками підшипникових щитів. Інформація з датчиків використовується системою управління для регулювання швидкості, оптимізації теплових і запобігання аварійних режимів роботи.
Електропоїзд обладнаний рекуперативно-реостатним гальмуванням. Система управління в кожен момент часу визначає найбільш оптимальний режим гальмування для реалізації заданої гальмівної сили з урахуванням зовнішніх факторів і плавно перерозподіляє потужність між рекуперативним, реостатним і пневматичним гальмом при перевазі рекуперативного.